# ورودی‌بندان

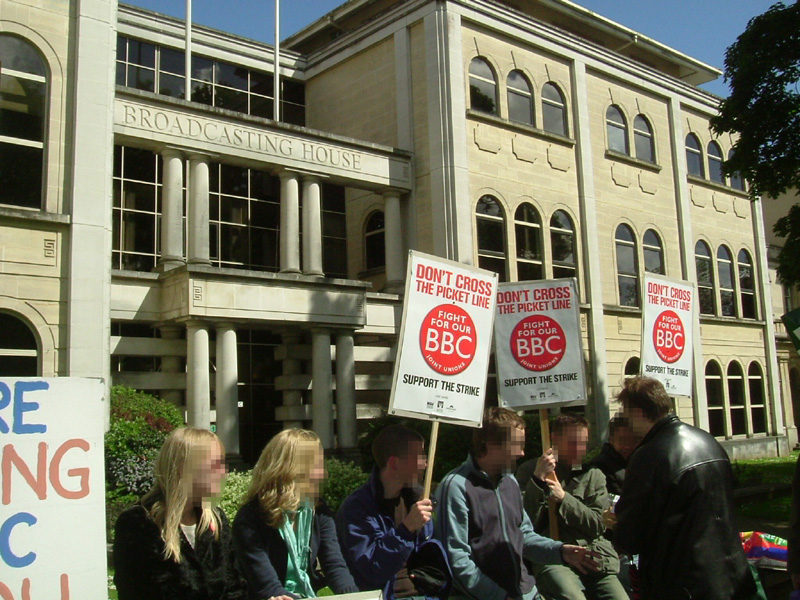
کارکنان BBC ورودی‌بند در ماه مه ۲۰۰۵.

ورودی‌بندان نوعی اعتراض است که مردم در آن (ورودی‌بند خوانده می‌شوند) بیرون از محل کار یا جایی که در آن رویدادی رخ می‌دهد، گرد می‌آیند و به عنوان اعتراض، راهِ ورود را می‌بندند. اغلب به‌عنوان برای منصرف‌کردن دیگر همکاران یا جلب توجه عمومی آن را انجام می‌دهند. ورودی‌بندان معمولاً اعتراضی غیر خشونت‌آمیزاست.